# Radziochy
Radziochy ([raˈd͡ʑɔxɨ], de l'allemand allemand : Radenholz) est un village du district administratif de Skępe, dans le Powiat de Lipno, en Voïvodie de Couïavie-Poméranie, dans le Nord de la Pologne. Il se situe à 8 km au nord de Skępe, 14 km au nord-est de Lipno et 49 km à l'est de Toruń.